# 三遊亭兼矢
三遊亭 兼矢（さんゆうてい けんや、1994年11月20日 - ）は、五代目圓楽一門会に所属する落語家。本名∶大石 卓弥。出囃子は『キッズ・リターン』。

## 経歴
山口県岩国市出身。立命館大学文学部卒業。
2017年12月、三遊亭兼好に入門し、前座名「しゅりけん」を名乗る。
2022年3月1日に二ツ目昇進し、「兼矢」に改名。

## 芸歴
- 2017年12月 - 三遊亭兼好に入門、「しゅりけん」を名乗る。
- 2022年3月 - 二ツ目昇進、「兼矢」に改名。